# Papuagrion digitiferum
Papuagrion digitiferum là một loài chuồn chuồn kim trong họ Coenagrionidae.
Papuagrion digitiferum được Lieftinck miêu tả khoa học năm 1949.